# Bodegónes

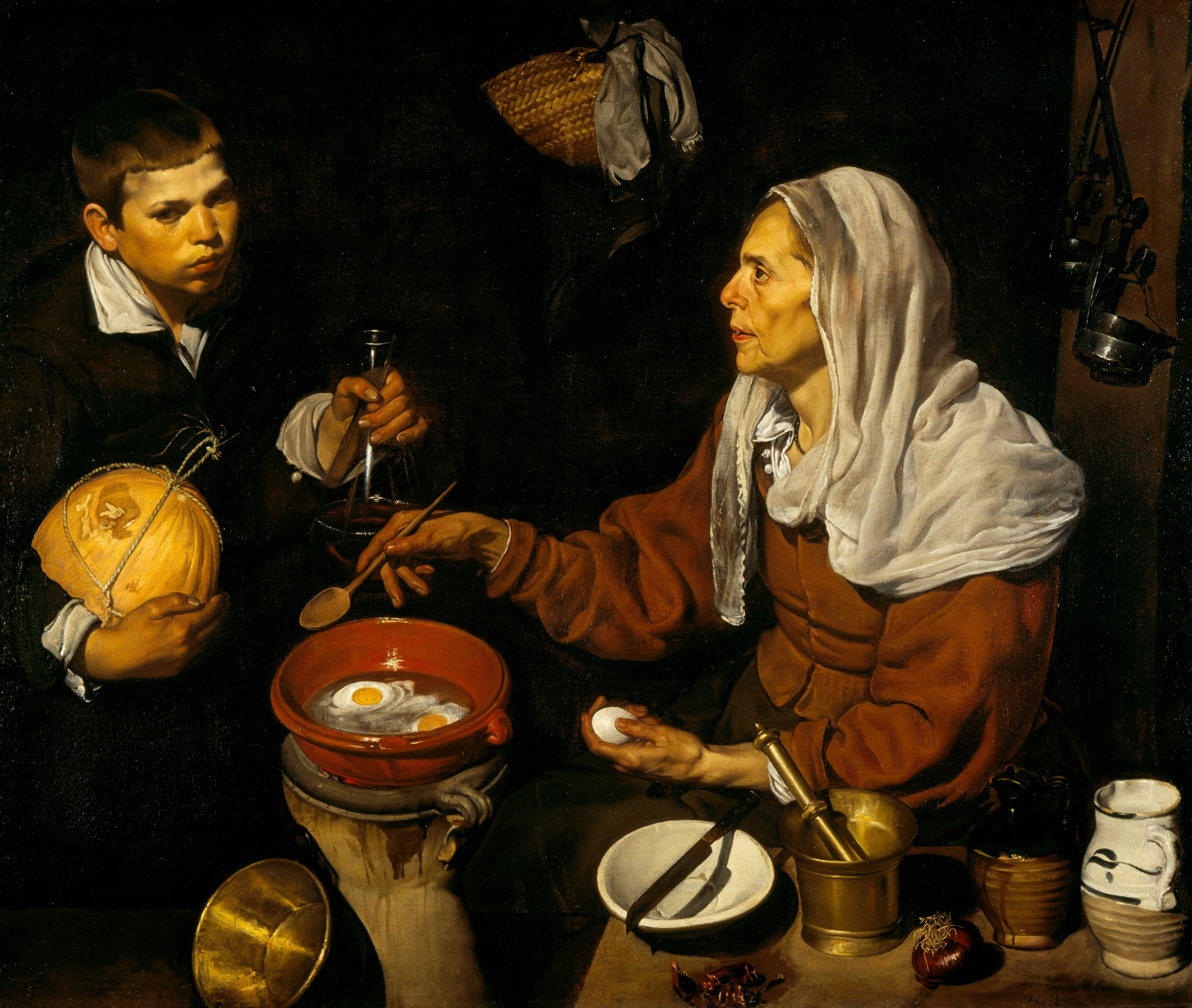
Bodegónes. Gammal kvinna tillagar ägg, målning av Diego Velázquez (1618).

Bodegónes är inom måleriet en köksbild med ett stilleben som huvudmotiv, en populär genre i Spanien på 1600-talet. Ett berömt exempel är Gammal kvinna tillagar ägg (1618) av Diego Velázquez.